# Critodemo
Critodemo (in greco: Κριτοδημος) (II secolo a.C. – II secolo a.C.) è stato un astrologo greco antico.
Scrisse l'opera ῎Ορασις (Visione), utilizzata come fonte da Plinio il Giovane e Vettio Valente. È conosciuto per essere uno dei primi astrologi della storia.